# Maciste dans la vallée des lions
Pour plus de détails, voir Fiche technique et Distribution.
Maciste dans la vallée des lions (Ursus nella valle dei leoni) est un péplum italien réalisé par Carlo Ludovico Bragaglia et sorti en 1961.
Alors qu'il fait partie en version française de la série de films Maciste, il s'agit en version originale d'un film mettant en scène le personnage de fiction Ursus.

## Synopsis
Alors qu'il n'était qu'un enfant, Maciste a pu échapper aux persécutions de l'usurpateur et régicide Ajak ; il a été élevé par des lions pour devenir un jeune homme exceptionnellement fort. Un marchand d'esclaves avide, qui lui prend un médaillon en paiement de la jeune Ania, traite également avec Ajak, qui apprend ainsi l'existence de Maciste et veut le faire tuer, en tant qu'héritier légitime du trône. Les chasseurs de l'usurpateur, qui règne avec sa compagne Diana, tuent les lions ; Maciste, furieux, ne peut pas se défendre contre la force et est jeté dans un cachot pour servir de nourriture aux hyènes. Quelques combattants de la liberté révoltés parviennent à libérer Maciste et, avec son aide, à vaincre les soldats d'Ajak et finalement ce dernier lui-même. Maciste monte sur le trône avec Ania.

## Fiche technique
- Titre original italien : Ursus nella valle dei leoni[1]
- Titre français : Maciste dans la vallée des lions[2]
- Réalisateur : Carlo Ludovico Bragaglia
- Scénario : Giuseppe Mangione, Alessandro Continenza
- Photographie : Tino Santoni (it)
- Montage : Renato Cinquini (it)
- Musique : Riz Ortolani
- Décors : Romano Paxwell
- Costumes : Giancarlo Bartolini Salimbeni (it)
- Maquillage : Romolo De Martino
- Production : Giuseppe Fatigati
- Société de production : Cine Italia Film
- Pays de production :  Italie
- Langue originale : italien
- Format : Couleurs par Eastmancolor - 2,35:1 - Son mono - 35 mm
- Durée : 90 minutes
- Genre : Péplum
- Dates de sortie :
  - Italie : 21 décembre 1961
  - France : 18 juillet 1962[2]

## Distribution
- Ed Fury  (VF : Michel Cogoni) : Maciste (Ursus en VO)
- Moira Orfei  (VF : Jacqueline Carrel) : Diar,la favorite
- Alberto Lupo  (VF : Georges Aminel) : Ajak
- Maria Luisa Merlo (sous le nom de « Mary Marlon »)  (VF : Mireille Darc) : Ania
- Giacomo Furia  (VF : Jacques Dynam) : le marchand Simud
- Gérard Herter  (VF : Georges Atlas) : Lothar
- Michele Malaspina  (VF : Jacques Eyser) : Roi Anurio, père de Maciste
- Nino Fuscagni (sous le nom de « Serafino Fuscagni ») : partisan de Eaco
- Orlando Orfei : doublure de Ed Fury
- Aldo Barberito : partisan de Eaco
- Andrea Scotti  (VF : Jacques Beauchey) :Toki
- Giancarlo Maestri : partisan de Eaco
- Elena Forte : une fille avec Simud
- Gianni Solaro  (VF : Louis Arbessier) : Eaco
- Lucia Modugno  (VF : Jacqueline Ferriere) : la reine Leda
- Angelo Casadei : un courtisan
- Mariangela Giordano :Zora la fille de Eaco

## Production
La réalisation de Carlo Ludovico Bragaglia a été tournée avec la technologie Totalscope grand écran en couleurs Eastmancolor dans les studios Incir De Paolis et Olimpia à Rome. Les prises de vue extérieures comprennent le paysage de réserve naturelle régionale Tor Caldara, les grottes de Salone (it), les chutes d'eau de Monte Gelato (it) et le musée de la Civilisation romaine dans le quartier de l'EUR à Rome. La doublure d'Ed Fury est le dresseur d'animaux Orlando Orfei,.
Alors qu'Maciste dans la vallée des lions appartient au cycle de films Maciste dans la version française, sorti quelques mois après Maciste contre le Cyclope et Maciste, l'homme le plus fort du monde d'Antonio Leonviola, il est du cycle Ursus en version originale italienne. Il a été réalisé dans le sillage du film La Fureur d'Hercule (Ursus, 1960) de Carlo Campogalliani, qui avait connu un grand succès. Depuis, deux autres films sur Ursus ont été portés à l'écran, dont La Vengeance d'Ursus (1961) de Luigi Capuano avec le culturiste Samson Burke, qui est un concurrent notable à Ed Fury pour l'interprétation du personnage.
Le film est une aventure d'action modeste qui, outre les thèmes habituels des péplums, emprunte des éléments aux films de Tarzan et à La Couronne de fer (1941) d'Alessandro Blasetti. On y voit notamment des lions apprivoisés, un héros musclé aux prises avec des hyènes et des éléphants, et une femme s'enfonçant dans des sables mouvants,.